# 카럴 후이바르츠
카럴 후이바르츠(Karel Goeyvaerts, 1923년 6월 8일~1993년 2월 3일)는 벨기에의 현대음악 작곡가이다.

## 경력
후이바르츠는 음렬 음악 작곡가로 잘 알려져 있다. 그는 안트베르펜과 파리 음악원(1947-1951)에서 공부했다. 그 곳에서 다리우스 미요와 올리비에 메시앙의 다른 학생들과 함께 있었다. 1951년 다름슈타트 하계 현대음악 강좌에 참가하여 우호 관계를 구축한 카를하인츠 슈토크하우젠을 만났다. 1970년까지 주로 번역가로 활동한 후 4년간 헨트에 위치한 음향 심리학 및 전자 음악 중점 상설 연구소에서 플랑드르 라디오의 전자음악 부장으로 근무했다. 1974년에서 1987년까지 현대 음악계의 한 축으로 일정한 역할을 했다. 주요 작품으로 1984년에서 1992년까지 작곡한 오페라 '물병자리'가 있다.